# Expedición Negri
La  expedición Negri, en la disputa por el trono de España durante la Primera Guerra Carlista, fue el intento fallido del general Ignacio de Negri de expandir el control de los territorios carlistas por Galicia sublevando a la población, partiendo con un ejército desde el territorio vasco-navarro.

## Antecedentes
Al fallecer Fernando VII el 27 de septiembre de 1833, dejando como sucesora en el trono de España a su hija Isabel II, hubo levantamientos a favor de que Carlos María Isidro de Borbón, hermano del rey fallecido, ocupase el trono. Estos partidarios fueron llamados carlistas, siendo conocido Carlos María Isidro de Borbón como "Pretendiente"; mientras que los partidarios de la Reina fueron llamados indistintamente "isabelinos", "cristinos" y "liberales". Las rebeliones carlistas sólo se afianzaron en el reducido territorio cercano al río Ega en Navarra, creándose batallones bajo las órdenes de Tomás de Zumalacárregui, antiguo oficial del rey difunto. Durante el año 1834 también se fueron formando batallones carlistas, siempre organizados por antiguos oficiales, en las provincias de Álava, Guipúzcoa y Vizcaya. Paralelamente se crearon en estas provincias Juntas y Diputaciones civiles para hacerse cargo de la recaudación de impuestos y proveer con alimentos, armas y ropa a los combatientes. Los ejércitos creados aceptaron como comandante supremo a Zumalacárregui, siendo su modo de combatir el de la guerrilla, no consiguiendo hasta finales de abril de 1835 tener posesión de localidad alguna en el territorio en el que actuaban. Pero la abrumadora victoria que obtuvieron en la acción de Artaza obligó al ejército isabelino a retirarse a la orilla Sur del río Ebro, a abandonar las guarniciones establecidas en numerosas localidades de la comarca en la que actuaban las guerrillas carlistas y a recluirse en Bilbao, Pamplona, San Sebastián, Vitoria y algún pequeño puerto de mar. Ante esta situación, las tropas de Zumalacárregui ocuparon en seis semanas casi totalmente las provincias de Vizcaya, Álava y Guipúzcoa.
Tras la muerte de este general en junio de 1835, cuantos intentos realizaron los carlistas –que ocupaban el denominado en aquella época "territorio carlista vasco-navarro"– por conquistar las capitales de estas provincias, así como de extender sus dominios al sur del Ebro y al este del río Arga, no tuvieron éxito, como tampoco lo tuvieron los de las fuerzas isabelinas para recuperar al menos parcialmente el territorio citado.
El mando carlista envió en 1836 varios ejércitos, conocidos como "expediciones", hacia Cataluña y Castilla para establecer allí un modo de guerrear semejante al de la época de Zumalacárregui pero también estos intentos fracasaron. Por ello, en abril de 1837 los carlistas vasco-navarros no ocupaban más territorio que el que había sido conquistado por Zumalacárregui en junio de 1835.

## La expedición
La expedición, liderada por Ignacio de Negri y Mendizábal, más conocido como el conde de Negri. Esta expedición, que partió el 14 de marzo desde Orduña hacia Galicia, sin embargo, no logró su objetivo puesto que fue derrotado en la acción de Vendejo, el 21 de marzo de 1838, tras esto bajó a Castilla para saquear pueblos, y tras ser derrotado en la sierra de Burgos terminó refugiándose en Castellón.